# Jack Langrishe

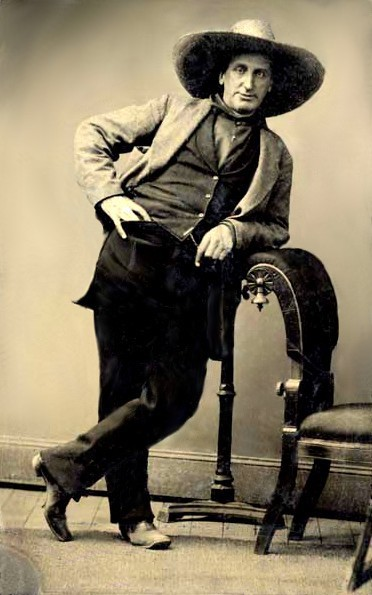
Jack Langrishe

Jack (John) S. Langrishe (oder auch Colonel „Jolly“ Jack) (* 1839 in New York; † 12. Dezember 1895 in Wardner, Idaho) war ein US-amerikanischer Schauspieler und Leiter einer Theatergruppe, die durch den Wilden Westen zog.

## Leben
Die Langrishe-Allen St. Joseph Theatre Company spielte von 1859 bis in die frühen 1860er Jahre unter anderem in Missouri, Kansas, Topeka und Junction City. Zu den Produktionen der Gruppe gehörten unter anderem die Stücke Ten Nights in a Bar Room, Lady of Lyons, Hamlet, Ingomar the Barbarian, Uncle Tom’s Cabin oder Othello.
Langrishe und seine Frau Jenette (ebenfalls Schauspielerin) betrieben von 1862 bis 1876 gemeinsam mit Mike J. Dougherty das Colorado Denver Theatre, mit über 1.000 Sitzplätzen. Um auch außerhalb der Spielzeiten Einkünfte zu haben, richtete Langrishe im unteren Teil des Theaters einen Saloon ein.
1870 baute Langrishe das Langrishe Opera House in Helena, Montana, das er betrieb, bis es 1874 von einem Feuer zerstört wurde.
Im Juli 1876 erreichte Langrishes Schauspieler-Truppe Deadwood. Zunächst trat die Gruppe im ehemaligen Bordell und Saloon Bella Union auf, zog aber schon bald in ein eigenes Theater, das Deadwood Theatre, wo auch der Prozess gegen Jack McCall, dem Mörder von Wild Bill Hickok, abgehalten worden war. Die Aufführungen der Gruppe waren sehr erfolgreich, und so wurde das Theater, das tagsüber auch gerne für Gerichtsprozesse genutzt wurde, bald zu klein. 1878 kaufte Jack Langrishe ein größeres Gebäude, das Langrishe Theatre, in der Sherman Street im Süden Deadwoods. Auf der Bühne des neuen Theaters waren u. a. berühmte Größen wie Fanny Price, Charlotte Cushman, Jim and Belle Gilbert, Augusta Chambers und Viola Porter zu sehen.
1879 mit dem Ende des Goldrauschs, nahm auch der Erfolg langsam ab. Die letzte Produktion des Langrishe Theatre in Deadwood war Our American Cousin am 14. August 1879. (Das Theatergebäude wurde bei dem verheerenden Stadtbrand von Deadwood am 26. September 1879 zerstört.) Dann zog die gesamte Theatertruppe nach Leadville, wo sie am 20. November 1880 im brandneuen Tabor Opera House auftraten.
1886 wurde Langrishe in Coeur d’Alene, Idaho zum Richter gewählt. 1891 wurde er Chefredakteur der Wardner News.
Estelline Bennett schrieb in ihrem Buch Old Deadwood Days:
„The Langrishe Theater left an unforgettable memory in Deadwood Gulch after three years of such acting as might have been offered to Puritan playgoers and metropolitan critics. Jack Langrishe and his wife are the only actors in the history of theater who, given the choice, prefferd the mountains of the West to Broadway.“

## Zitat
Während eines Schneesturms im Jahr 1876 oder 1877 schrieb Jack Langrishe:
Oh, the stove, the beautiful stove,
Heating the room below and above,
Broiling, roasting and keeping warm,
Beautiful stove, you can do no harm.
Fill her up to thaw your toes,
Fill her to thaw the end of your nose,
Open the damper and let her go,
She’ll soon knock the hell out of beautiful snow!

## Film
In der TV-Serie Deadwood wird Jack Langrishe vom schottischen Schauspieler Brian Cox verkörpert.